# Олег Кошевой
Олег Васильевич Кошевой (8 юни 1926 г., Прилуки – 8 февруари 1943 г., близо до град Ровенки, Ворошиловградска област) – един от ръководителите (член на щаба) на съветската подземна антифашистка комсомолска организация „Млада гвардия“, действала през 1942 – 1943 г. в град Краснодон, Ворошиловградска област на Украинската ССР, окупиран от нацистките войски по време на Великата отечествена война (1941 – 1945). Герой на Съветския съюз (1943 г., посмъртно).

## Биография
Олег Кошевой е роден на 8 юни 1926 г. в град Прилуки, Украинска ССР.
През 1932 г. семейството му се премества в Полтава, където през 1933 г. Олег учи в средно училище № 8.
От 1934 до 1937 г. учи в Средно училище № 1 в град Ржишчив.
През 1937 г. майката на Олег, Елена Николаевна Кошевая (1906 – 1987), напуска семейството и заедно с новия си партньор Кашук се мести в друг град.
Скоро след това Олег, баща му Василий Федосеевич Кошевой и баба му по майчина линия Вера Василиевна Коростилева (член на Всесъюзната комунистическа партия (болшевики) от 1929 г.) се преместват в град Антрацит, Ворошиловградска област, където от 1937 до 1940 г. учи в средно училище № 1 в този град.
В началото на 1940 г. вторият съпруг на майката на Олег Кошевой се разболява тежко и е хоспитализиран за дълго време. Елена Николаевна Кошевая се премества да живее в Краснодон, Ворошиловградска област, където вече живее брат ѝ, геологът Николай Николаевич Коростильов. Скоро майка ѝ Вера Василиевна Коростильова се мести да живее с внука си Олег, който като непълнолетно дете на участник в Съветско-финландската война и единствен негов хранител, възрастен пенсионер, получава държавна помощ и по същество е изцяло на издръжка от държавата.
От 1940 г. Олег Кошевой започва да учи в Краснодонското средно училище № 1 на името на Максим Горки, където се запознава с бъдещи членове на Млада гвардия.
На 2 март 1942 г. е приет в редиците на Комсомола (според извлечение от протокол № 38 от 2 март 1942 г., заседание на Бюрото на Краснодонския окръжен комитет на Комсомола).

## Антифашистки дейности
На 20 юли 1942 г. град Краснодон е окупиран от нацистки германски войски. През август в града започват незаконно да се създават антифашистки групи от местната активна комсомолска младеж, една от които е оглавявана от Олег Кошевой.
През ноември 1942 г., на шестнадесетгодишна възраст, Олег Кошевой става член на съветската подземна антифашистка комсомолска младежка организация „Млада гвардия“, която действа по време на Великата отечествена война (от септември 1942 г. до януари 1943 г.), главно в град Краснодон, Ворошиловградска област на Украинската ССР, а също така се присъединява към централата на организацията и е избран за секретар на комсомолския комитет на „Млада гвардия“. Дълго време (предимно благодарение на романа „Млада гвардия“ от А. А. Фадеев от 1946 г.) е смятан за комисар на тази организация.
Късно вечер младогвардейците се събирали в подземния щаб, където слушали радиопредавания на Совинформбюро, въз основа на които съставяли и пренаписвали листовки и тайно ги разлепвали из град Краснодон.
Олег Кошевой участва в много бойни операции: разпространява листовки, унищожава вражески превозни средства, събира оръжия, пали купчини зърно, предназначени за превоз до нацистка Германия. Той също така поддържа връзка с подземни групи в околностите на Краснодон и им дава бойни задачи от името на щаба.
През януари 1943 г. организацията е разкрита от германските служби за сигурност. На 1 януари 1943 г. започват масови арести на членове на Младата гвардия. Олег Кошевой, заедно с Нина и Олга Иванцови, Валерия Борц и Сергей Тюленин, успява да избяга от Краснодон. Всички те се опитват да преминат фронтовата линия, но не успяват.
На 11 януари 1943 г. късно вечерта Кошевой се завръща в Краснодон, а на следващия ден заминава за Боково-Антрацит. На жп гара Картушино е задържан от германската полиция – по време на официално претърсване на контролно-пропускателния пункт са открити пистолет, празни формуляри на участник в подземен бой и комсомолска карта, зашита в дрехите му. Олег е отведен първо в полицията, а след това в районното жандармерийско управление в град Ровенки, Ворошиловградска област.
В края на януари 1943 г., след героично издържани разпити и жестоки мъчения, Олег Кошевой е разстрелян от германските окупатори в градския парк на Ровенки заедно с други арестувани членове на Младата гвардия.
От протокола от разпита на Ото-Август Древиц, служител на жандармерията на град Ровенки:
„В края на януари 1943 г. получих заповед от заместник-командира на жандармерийското подразделение Фроме да се подготвя за екзекуция на арестуваните. В двора видях полицаи, които охраняваха девет граждани, сред които беше и разпознатият Олег Кошевой. По заповед на Фроме отведохме осъдените на смърт до мястото на екзекуцията в градския парк в Ровеньки. Поставихме затворниците на ръба на голяма яма, изкопана предварително в парка, и ги разстреляхме всички по заповед на Фроме. Тогава забелязах, че Кошевой е все още жив, само ранен, приближих се до него и го прострелях право в главата. Когато прострелях Кошевой, се връщах с други жандарми, участвали в екзекуцията, обратно в казармата. Няколко полицаи бяха изпратени до мястото на екзекуцията, за да могат да погребат телата.“
След освобождението на град Ровенки от нацистките нашественици на 17 февруари 1943 г. по време на Ворошиловградската настъпателна операция на войските на Югозападния фронт на Червената армия,Олег Кошевой е погребан в масов гроб на жертви на фашизма на площад „Млада гвардия“ в центъра на града.
На 13 септември 1943 г. с Указ на Президиума на Върховния съвет на СССР Олег Васильевич Кошевой, член на подземната комсомолска организация „Млада гвардия“, е посмъртно удостоен със званието Герой на Съветския съюз.
След войната майката на Олег Кошевой, Елена Николаевна Кошевая, взема активно участие в събития, свързани с изучаването на дейността на Младата гвардия и популяризирането на подвига на подземните бойци.
Къщата, в която е роден Олег Кошевой, сега е музей.

## Семейство
Баща му е Василий Федосеевич Кошевой (1903 – 1967), работил е като главен счетоводител в мина № 21 в Краснодон, която носи името на сина му, участник в Съветско-финландската война (1939 – 1940) и Великата отечествена война (1941 – 1945), бил е в немски плен и в ГУЛАГ.
Майка му е Елена Николаевна Кошевая (Коростилева) (16.09.1909 – 27.06.1987), учителка, ръководителка на детска градина, авторка на биографична книга „Историята на един син“ (1943), избрана е за депутат от Ворошиловградския областен съвет. Една от главните героини в романа на Александър Фадеев „Млада гвардия“, който описва живота на семейство Кошеви по време на престоя на германски войници. Романът дава много трогателно описание на връзката ѝ с Олег. Елена Кошевая играе важна роля в разследването на дейността и смъртта на Младата гвардия. Александър Фадеев знае за трудните семейни отношения на Кошеви, но ги пропуска в романа.